# Hohes Tor (Schleswig)

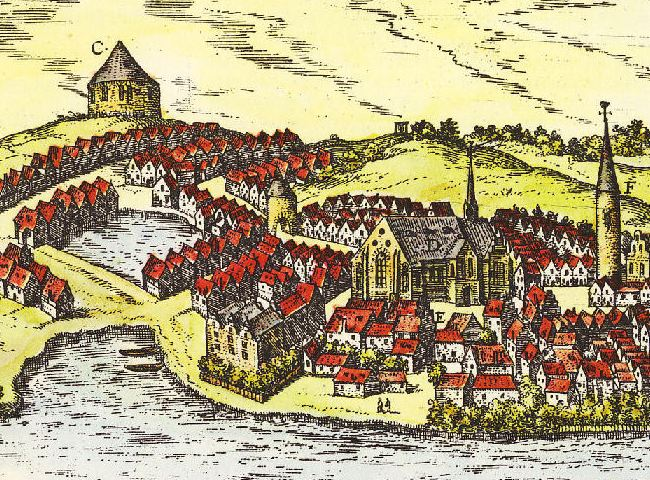
Das Hohe Tor auf einem Prospekt aus dem 16. Jh., gelegen zwischen Domkirche und der früheren Michaeliskirche

Das Hohe Tor (dänisch Høje Port) war ein Stadttor in Schleswig. Es wurde vermutlich im Jahr 1564 am Übergang der Altstadt zum Gallberg in der nach Norden ausgerichteten Langen Straße nahe dem Mühlenbach aufgebaut. Es war somit an der Verbindungsstelle der Stadt zum nördlichen Umfeld in Angeln platziert und trug daher auch den Namen Angelburger Tor (aus dem Dänischen Angelboport ≈ Angeliter Tor, im Niederdeutschen: Angelbuhr Door). Im Jahr 1661 wurden Teile des Tores umgestaltet, infolgedessen das Hohe Tor mit dem charakteristischen Turm mit achteckiger Galerie, Dachreiter, Uhrwerk und Glocke ausgestattet wurde. Das Hohe Tor fand später Eingang in das Schleswiger Stadtwappen.
Im Jahr 1883/1884 wurde das Stadttor schließlich aus verkehrspolitischen Gründen abgebrochen, wenngleich die Entscheidung zum Abbruch innerhalb der Bürgerschaft nicht unumstritten gewesen war. Im Pflaster der Langen Straße ist heute die Stelle markiert, an der einst das Hohe Tor gestanden hatte.